# Чонтілі
Чонтілі (груз. ჭონტილი) — село в Грузії.
За даними перепису населення 2014 року в селі проживає 4 особи.